# Wiener Chronik
Wiener Chronik, op. 268, är en vals av Johann Strauss den yngre. Den spelades första gången den 3 mars 1862 i Dianabad-Saal i Wien. 

## Historia
Inför karnevalssäsongen 1862 flyttade bröderna Johann och Josef Strauss den traditionella balen på Rosenmontag från den gamla nergångna danslokalen Zum Sperl till det moderna Dianabad-Saal. Även om de stannade kvar i området Leopoldstadt fann de en helt annan atmosfär i det nyrenoverade danspalatset. Till deras välgörenhetsbal den 3 mars komponerade Johann Strauss valsen Wiener Chronik, som var tillägnad journalisten och skriftställaren Friedrich Uhl. Uhl skrev regelbundna krönikor om det gamla Wien i diverse tidningar och tidskrifter, vilket inspirerade Strauss att döpa valsen till detta. 
Även Strauss blickade tillbaka i sin vals: dels skrev han valsen i den folkliga Ländler-stilen (en stil som han egentligen hade övergett sedan länge), dels citerade han i verket tidigare kompositörer såsom fadern Johann Strauss den äldre och Joseph Lanner (Die Schönbrunner, op. 200). Begreppet "Ländler-stil" ströks från titelbladet när valsen publicerades. Även om dessa gammaldags valser var idealiska för den vanliga publiken på  Zum Sperl, passade de inte för besökare på Dianabad-Saal. I den begynnande Gründerzeit ansågs denna konstform inom valsmusiken inte modern och Strauss var tvungen att följa med tidens gång och anpassa sig.

## Om valsen
Speltiden är ca 7 minuter och 41 sekunder plus minus några sekunder beroende på dirigentens musikaliska tolkning.

## Weblänkar
- Wiener Chronik i Naxos-utgåvan.